# Сморгонь (футбольний клуб)
Футбольний клуб «Сморгонь», або просто «Сморгонь» (біл. Футбольны клуб «Смаргонь») — білоруський футбольний клуб з міста Сморгонь, у Гродненській області. Заснований у 1987 році, у чемпіонатах Республіки Білорусь бере участь з 1992 року. У 2007—2009 роках грав, у 2021 грає у Вищій лізі.
Був учасником чемпіонату Білорусі з футболу в Першій лізі (Д2).

## Хронологія назв
- ФК «Вілія» (1978—1979).
- ФК «Верстатобудівник» (1987—1993).
- ФК «Комунальник» (1993).
- ФК «Сморгонь» 3 1993 року.

## Історія

### Сморгонська «Вілія» в чемпіонатах БРСР (1978-79)
Уперше команда зі Сморгоні з'явилася на республіканській арені в 1978 році, коли команда під назвою «Вілія» взяла участь у першості другої зони чемпіонату БРСР з футболу. Дебют не можна було назвати вдалим — команда зайняла передостаннє місце, набравши в 20 матчах усього 10 очок, поступаючись по ходу змагання з цифрами на табло 0:6, 1:8 і навіть 0: . Наступного року «Вілія» зовсім загубилася серед своїх опонентів і закінчила чемпіонат останньою, записавши на свій рахунок менше торішнього — 6 очок. Відверто слабкий виступ команди протягом двох років призвів до того, що місцеве керівництво на тривалий термін вирішило відмовитися від ідеї створення футбольної команди.

### «Верстатобудівник» у чемпіонатах БРСР (1987-91)
Знову на білоруську футбольну арену сморгонські футболісти повернулися лише в 1987 році. У чемпіонаті ДФСО профспілок БРСР стартувала команда під назвою «Верстатобудівник», яка представляла Сморгонский завод оптичного верстатобудування. У турнірі виступало 18 команд, «Верстатобудівник» фінішував на 7-му місці. Уже через рік команда піднялися на 5-те місце, що можна розцінювати як вдалий виступ.
Відносно успішні виступи «Верстатобудівника» в чемпіонаті профспілок дозволило йому виступати наступного року в другій лізі чемпіонату БРСР. Команду було включено до другої групи, в якій посіла 9-те місце при 12 команд-учасниць. Наступного року команда завершила сезон більш успішно, розмістившись на 3-й позиції серед 16 команд-учасниць. Останній розіграш чемпіонату БРСР 1991 року сморгонські футболісти завершили на 5-му місці.

### У перших чемпіонатах Республіки Білорусь (1992—1994)
З 1992 року став проводитися футбольний чемпіонат вже незалежної Республіки Білорусь, «Верстатобудівник» був включений до складу Другої ліги (Д2). Виступ не приніс жодних позитивних емоцій — команда зайняла останнє місце. На щастя, формат турніру зазнав змін, деякі команди знялися з розіграшу, завдяки чому сморгонці залишилися у Другій лізі. Однак наступний сезон знову склався невдало — команда знову посіла останнє, 16-те місце і вилетіла в Третю лігу (Д3). Через економічну скруту від команди відмовився завод оптичного верстатобудування, футболістів змушені були підтримати міські та районні організації. У 1993 році команда розпочала турнір під назвою «Комунальник», а закінчувала, як ФК «Сморгонь». Але, ні зміна назви, ні зміна керівництва не допомогли — 17-те місце з 18 команд із загальною різницею забитих і пропущених м'ячів 27-80. Від підтримки команди відмовилася влада, в футбольному житті міста знову настала перерва.

### Відродження команди (1997—2006)
Лише через п'ять років футбольна команда зі Сморгоні знову взяла участь в чемпіонаті Республіки Білорусь. У 1997 році ФК «Сморгонь» посів перше місце в чемпіонаті Гродненської області (Д4), і було вирішено наступного року заявити команду у Другу лігу (Д3) національного чемпіонату. Спочатку ставка була зроблена на місцевих гравців, багато з яких грали ще в складі «Верстатобудівника», в тому числі й 40-річний Дмитро Максименко. Однак, після того як перше коло «Сморгонь» завершила маючи в активі лише 3 очки, команда посилилася гравцями з інших регіонів республіки і легіонерами з України, що дозволило в підсумку піднятися на 12-те місце при 14 командах-учасницях. Наступний сезон був більш вдалим — 6-те місце. У сезоні 2000 року ФК «Сморгонь» зайняв 4-те місце в групі А і взяв участь у фінальному турнірі за вихід у Першу лігу (Д2), де також зайняв 4-те місце. Завдання підвищення в класі була вирішене в наступному році — 2-ге місце серед 18 команд, і керівництву міста довелося зайнятися реконструкцією стадіону відповідно до вимог Першої ліги.
Дебютний сезон у Першій лізі склався невдало — 14-те місце з 16, і було прийнято рішення відмовитися від послуг головного тренера команди Андрія Моісейченка, який керував ФК «Сморгонь» з 1998 року, і запросити більш досвідченого фахівця. Ним став Володимир Уткін, який раніше тренував команди в нижчих російських і українських лігах. При ньому команда виступала досить вдало — в 2003 і в 2004 роках були завойовані малі бронзові медалі. Однак керівництво клубу і міста бажала більшого — виходу до Вищої ліги. Для цієї мети в 2005 році в команду був запрошений відомий білоруський футбольний фахівець Георгій Кондратьєв. Авторитет нового тренера дозволив залучити в ФК «Сморгонь» багатьох досвідчених гравців. Багато в чому завдяки цьому в 2006 році, з четвертої спроби, завдання виходу до вищої ліги вдалося вирішити.

### У Вищій лізі чемпіонату Республіки Білорусь (2006-09)
У Вищій лізі білоруського чемпіонату Сморгонская команда змогла протриматися три сезони. У 2007 році ФК «Сморгонь» зайняв 10-те місце, а в наступному — розмістився в середині турнірної таблиці на 8-му місці. По завершенні сезону 2008 року клуб покинув Георгій Кондратьєв, який очолив молодіжну збірну Республіки Білорусь, команду прийняв його помічник, в минулому гравець ФК «Сморгонь», Олександр Лісовський. Тренерський дебют виявився невдалим — команда завершила перше коло на останньому місці з 5 очками. Новим тренером став Олександр Бразевич. Крім того, головний спонсор клубу, ВАТ «Сморгоньселікатобетон», який відчував економічні проблеми, різко скоротив фінансування. Команду залишило багато гравців — склад оновився практично наполовину. Підсумком стало розставання з Вищої лігою.

### ФК «Сморгонь» в даний час (2010-н.ч.)
На початку 2010 року Олександр Бразевич залишив пост головного тренера футбольного клубу «Сморгоні», на його місце з іншої посади в команді прийшов добре знайомий сморгонським уболівальникам Геннадій Мардас. Команду покинули практично всі гравці. Тому вирішено було зробити ставку на власних вихованців, молодих перспективних гравців з Гродненської області і деяких досвідчених футболістів; створити перспективну базу клубу для подальшого повернення до вищої ліги. За підсумками сезону 2011 «Сморгонь» через фінансові проблеми, доклавши величезних зусиль, зберегла прописку в Першій лізі. Команда зайняла 11-те місце. По завершенні чемпіонату команду покинув тренерський штаб, а також майже всі гравці. Новим головним тренером в лютому 2012 року був призначений Павло Батюто. Спеціаліст до цього вже мав досвід роботи в Першій лізі: він тренував «Ліду» та «Белкард». Під керівництвом уродженця Мінська «ведмеді» стали 10-ми в турнірній таблиці, випередивши принципового суперника — «Ліду». Сезон-2013 року «Сморгонь» розпочала під керівництвом того ж тренера, але в оновленому складі. Керівництво поставило завдання потрапити в число шести найкращих команд турніру. Завдання було виконане: «Сморгонь» фінішувала шостою.

## Досягнення
- Перша ліга Білорусі
  -  Срібний призер (1): 2006, 2022
  -  Бронзовий призер (3): 2003, 2004, 2005
- Друга ліга Білорусі
  -  Срібний призер (1): 2001
- Чемпіонат Гродненської області
  -  Чемпіон (1): 1997

## Статистика

### Зведена таблиця виступів сморгонских футбольних команд
| Сезон                          | Ліга | Іг. | В  | Н  | П  | М     | О  | Місце   | Кубок      | Бомбардири                    |
| ------------------------------ | ---- | --- | -- | -- | -- | ----- | -- | ------- | ---------- | ----------------------------- |
| Чемпіонат БРСР                 |      |     |    |    |    |       |    |         |            |                               |
| 1978                           | Д1   | 20  | 3  | 4  | 13 | 21-56 | 10 | 10 (11) |            |                               |
| 1979                           | Д1   | 20  | 2  | 2  | 16 | 11-51 | 6  | 11 (11) |            |                               |
| Чемпіонат ДФСО профспілок БРСР |      |     |    |    |    |       |    |         |            |                               |
| 1987                           |      | 34  | 16 | 6  | 12 | 69-60 | 38 | 7 (18)  |            |                               |
| 1988                           |      | 34  | 19 | 7  | 8  | 83-41 | 45 | 5 (18)  |            |                               |
| Чемпіон БРСР                   |      |     |    |    |    |       |    |         |            |                               |
| 1989                           | Д2   | 22  | 8  | 3  | 11 | 30-33 | 19 | 9 (12)  |            |                               |
| 1990                           | Д2   | 30  | 16 | 7  | 7  | 54-35 | 39 | 3 (16)  |            |                               |
| 1991                           | Д2   | 28  | 15 | 4  | 9  | 44-36 | 34 | 5 (15)  |            |                               |
| Чемпіонат Республіки Білорусь  |      |     |    |    |    |       |    |         |            |                               |
| 1992                           | Д2   | 15  | 3  | 1  | 11 | 13-34 | 7  | 16 (16) | 1/16       | Д. Максименко — 4             |
| 1992/93                        | Д2   | 30  | 4  | 5  | 21 | 17-70 | 13 | 16 (16) | 1/16       | Д. Максименко — 6             |
| 1993/94                        | Д3   | 34  | 4  | 9  | 21 | 27-80 | 17 | 17 (18) |            | В. Шимановський — 8           |
| 1997                           | Д4   | 18  | 11 | 3  | 4  | 42-23 | 36 | 1 (10)  |            |                               |
| 1998                           | Д3   | 26  | 6  | 6  | 14 | 26-51 | 24 | 12 (14) |            | Б. Відук — 5                  |
| 1999                           | Д3   | 24  | 11 | 8  | 5  | 35-23 | 41 | 6 (13)  |            | Б. Відук — 9                  |
| 2000                           | Д3   | 22  | 10 | 5  | 7  | 28-23 | 35 | 4 (12)  | 1/16       | А. Селіванов — 12             |
| 2001                           | Д3   | 34  | 25 | 4  | 5  | 63-16 | 79 | 2 (18)  | 1/16       | В. Шпаковський — 10           |
| 2002                           | Д2   | 30  | 8  | 5  | 17 | 21-36 | 29 | 14 (16) | 1/32       | В. Наливайко — 6              |
| 2003                           | Д2   | 30  | 17 | 7  | 6  | 47-20 | 58 | 3 (16)  | 1/16       | А. Воловик — 9                |
| 2004                           | Д2   | 30  | 14 | 11 | 5  | 49-21 | 53 | 3 (16)  | Переможець | Д. Верстак — 16               |
| 2005                           | Д2   | 30  | 15 | 9  | 6  | 57-35 | 54 | 3 (16)  | Переможець | Д. Осипенко — 17              |
| 2006                           | Д2   | 26  | 16 | 7  | 3  | 57-27 | 55 | 2 (14)  | 1/16       | Д. Верстак — 19               |
| 2007                           | Д1   | 26  | 6  | 8  | 12 | 15-29 | 26 | 10 (16) | 1/16       | І. Зюлєв — 3                  |
| 2008                           | Д1   | 30  | 10 | 9  | 11 | 26-39 | 39 | 8 (16)  | 1/8        | Д. Колодін — 8                |
| 2009                           | Д1   | 26  | 2  | 9  | 15 | 17-46 | 15 | 14 (14) | Переможець | Д. Верстак, Д. колодін — по 3 |
| 2010                           | Д2   | 30  | 8  | 8  | 14 | 33-43 | 32 | 12 (16) | Переможець | А. Лужанков — 9               |
| 2011                           | Д2   | 30  | 9  | 7  | 14 | 32-45 | 34 | 11 (16) | Переможець | М. Фастов — 7                 |
| 2012                           | Д2   | 28  | 7  | 10 | 11 | 23-32 | 31 | 10 (15) | Переможець | Є. Семенов — 5                |
| 2013                           | Д2   | 30  | 13 | 7  | 10 | 45-35 | 46 | 6 (16)  | 1/8        | С. Крот — 17                  |
| 2014                           | Д2   | 30  | 13 | 7  | 10 | 42-32 | 46 | 4 (16)  | Переможець | Микола Риндюк — 18            |

### Кількість сезонів по дивізіонах
| Дивізіон | Кількість сезонів | Отанній сезон |
| -------- | ----------------- | ------------- |
| Д1       | 3                 | 2009          |
| Д2       | 12                | 2014          |
| Д3       | 5                 | 2001          |
| Д4       | 1                 | 1997          |

### Найбільші перемоги і поразки
| Ліга                           | Перемоги                                               | Поразки                                    |
| ------------------------------ | ------------------------------------------------------ | ------------------------------------------ |
| Чемпіонат БРСР                 | Верстатобудівник 6:0 Факел (Ошмяни) (1989)             | Шинник 8:0 Вілія (1978)                    |
| Чемпіонати Республіки Білорусь |                                                        |                                            |
| Друга ліга                     | Зміна 0:7 Сморгонь (2001)                              | Молодечно-2 10:0 Сморгонь (1993/94)        |
| Перша ліга                     | Сморгонь 6:0 Вертикаль (2004)                          | ЗЛіН-Гомель 8:0 Верстатобудівник (1992/93) |
| Вища ліга                      | Сморгонь 3:1 Дарида (2008) Торпедо 1:3 Сморгонь (2008) | Дніпро 5:0 Сморгонь (2008)                 |
| Кубок Білорусі                 | Ружани 0:11 Сморгонь (2014)                            | БАТЕ 7:0 Сморгонь (2013)                   |

## Принципові суперники
Як і багато футбольних клубів, «Сморгонь» має своїх принципових суперників, матчі з якими носять негласний статус дербі.
- «Ліда» (клуби з однієї області, гранично напружені відносини між фанатами обох команд).
- «Німан» (найкращі клуби області останнього десятиліття, гранично напружені відносини між фанатами обох команд).
- «Молодечно» (клуби базуються в містах, розташованих в безпосередній близькості один від одного — відносини між фанатами неоднозначні, перетікають з фази дружби до фази антипатії)

## Склад команди
Станом на квітень 2017
| №  | Поз. | Нац.     | Гравець             |
| -- | ---- | -------- | ------------------- |
| 1  | ВР   | Білорусь | Павло Щербаченя     |
| 3  | ПЗ   | Білорусь | Олексій Клемятич    |
| 4  | ПЗ   | Білорусь | Олексій Кланкевич   |
| 5  | ЗХ   | Білорусь | Дмитро Биков        |
| 7  | ПЗ   | Білорусь | Кирило Гончарук     |
| 8  | ПЗ   | Білорусь | Марк Кішкель        |
| 9  | ЗХ   | Білорусь | Семен Смунев        |
| 10 | НП   | Білорусь | Едуард Чудновський  |
| 11 | НП   | Білорусь | Віталій Ганич       |
| 13 | ПЗ   | Білорусь | Олександр Толканиця |
| 15 | НП   | Білорусь | Дмитро Соколко      |
| 16 | ВР   | Білорусь | Валрій Макаревич    |

| №  | Поз. | Нац.     | Гравець                 |
| -- | ---- | -------- | ----------------------- |
| 17 | ПЗ   | Білорусь | Сергій Бондаренко       |
| 19 | ПЗ   | Білорусь | Олександр Станкевич     |
| 20 | ЗХ   | Білорусь | Єгор Матвєєв            |
| 21 | ЗХ   | Білорусь | Олександр Пузевич       |
| 28 |      | Білорусь | Євген Фомін             |
| 30 | ВР   | Білорусь | Денис Лапко             |
| 77 | ПЗ   | Білорусь | Владислав Яцкевич       |
| 92 | ПЗ   | Білорусь | Володимир Козко         |
|    | ПЗ   | Білорусь | Микита Савицький        |
|    | ВР   | Білорусь | Владислав Хвін          |
|    | ПЗ   | Білорусь | Сергій Меьник           |
|    | ЗХ   | Білорусь | Олександр Тарликовський |

### Молодіжний склад
Молодіжна команда Сморгоні виступає в першості Гродненської області (Д4) під назвою «Сморгонь-2» (Вілія). У 2012 році команда зайняла 5-те місце з 12-ти команд-учасниць.

## Клубні кольори
Протягом нетривалої історії клубу, кольори форми змінювалася декілька разів. «Верстатобудівник» наприкінці 1980-х — на початку 1990-х років грав у зелених і білих футболках. У таких самих кольорах грав ФК «Сморгонь» наприкінці 1990-х років. З 2001 по 2007 роки команда одягалася в червоно-чорні або червоно-сині кольори. У 2008 році генеральний спонсор клубу ВАТ «Сморгоньселікатобетон» переодягнув команду в жовто-синю форму. Нині основними кольорами ФК «Сморгонь» є червоно-біло-чорні. Як резервну форму клуб використовує жовто-синю, або зелену.
| Червоний | Білий | Чорний |

## Емблема клубу
Емблема футбольного клубу «Сморгонь» являє собою герб міста Сморгонь — танцюючий на розпечених прутах ведмідь, який тримає в лапах футбольний м'яч, в червоній оправі з написом вгорі «ФК Сморгонь» і з роком відродження клубу (1987) внизу.

## Стадіон
Домашні матчі ФК «Сморгонь» проводить на стадіоні ФОК «Юність». Стадіон має три трибуни — південну, північну і східну — загальною місткістю 3500 місць. Південна трибуна обладнана навісами. Футбольне поле з трав'яним покриттям оточують бігові доріжки з гумовим покриттям.
У 2005 році стадіон «Юність» успішно пройшов процес ліцензування УЄФА, і отримав право приймати матчі юнацьких, юніорських та молодіжних збірних команд; матчів Кубка УЄФА і Ліги Чемпіонів до 2 відбіркового раунду. У 2005 році на сморгонському стадіоні пройшли два товариські матчі юніорської збірної Білорусі проти своїх однолітків з Литви. У 2006 році арена приймала фінал жіночого розіграшу Кубка Білорусі. Влітку 2012 року пройшов матч Кубка регіонів УЄФА між французькою і боснійської командами.

## Головні тренери
| Главный тренер                   | Период работы            |
| -------------------------------- | ------------------------ |
| Дудчик Іван Іванович             | 1992 — 1993              |
| Недовєс Сергій Миколайович       | 1993 — 1994              |
| Моісейченко Андрій Іванович      | 1998 — 1-ша частина 2002 |
| Уткін Володимир Іванович         | 2-га частина 2002—2004   |
| Кондратьєв Георгій Петрович      | 2005 — 2008              |
| Лісовський Олександр Петрович    | 1-ша частина 2009        |
| Бразевич Олександр В'ячеславович | 2-га частина 2009        |
| Мардас Геннадій Олександрович    | 2010 — 2011              |
| Батюто Павло Йосипович           | 2012 — 2014              |
| Риндюк Микола Олександрович      | 2015 —                   |

## Рекордсмени клубу
Дані на 1 січня 2015 р.
Напівжирним шрифтом виділені гравці чинного складу
| Найкращі бомбардири клубу |      |
| Гравець                   | Голи |
| Дмитро Верстак            | 54   |
| Дмитро Осипенко           | 31   |
| Микола Риндюк             | 23   |
| Віталій Відук             | 22   |
| Сергій Крот               | 19   |

| Рекордсмени клубу по матчах |       |
| Гравець                     | Матчі |
| Владислав Дуксо             | 348   |
| Валерій Курак               | 173   |
| Дмитро Дигилевич            | 139   |
| Дмитро Триндюк              | 133   |
| Сергій Недовєс              | 108   |

## Відомі гравці
- Галуст Петросян
- Владислав Дуксо
- Геннадій Мадрас
- Олександр Храпковський
- Марк Швець
- Олівейра Віллер Соуза
- Негрейрос
- Микола Риндюк
- Олексій Сквернюк
- Дмитро Осипенко
- Едуардас Курскіс
- Ігор Тарловський
- Неріус Вальскіс
- Андрій Сінічин